# Yazoo City
Yazoo City és una població dels Estats Units a l'estat de Mississipi. Segons el cens del 2000 tenia 14.550 habitants.

## Demografia
Segons el cens del 2000, Yazoo City tenia 14.550 habitants, 4.271 habitatges, i 2.968 famílies. La densitat de població era de 521,1 habitants per km².
Dels 4.271 habitatges en un 37,7% hi vivien nens de menys de 18 anys, en un 31,5% hi vivien parelles casades, en un 32,6% dones solteres, i en un 30,5% no eren unitats familiars. En el 27,4% dels habitatges hi vivien persones soles el 13,4% de les quals corresponia a persones de 65 anys o més que vivien soles. El nombre mitjà de persones vivint en cada habitatge era de 2,85 i el nombre mitjà de persones que vivien en cada família era de 3,49.
Per edats la població es repartia de la següent manera: un 29% tenia menys de 18 anys, un 10,5% entre 18 i 24, un 31,3% entre 25 i 44, un 17,3% de 45 a 60 i un 11,9% 65 anys o més.
L'edat mediana era de 32 anys. Per cada 100 dones de 18 o més anys hi havia 115,9 homes.
La renda mediana per habitatge era de 19.893 $ i la renda mediana per família de 22.470 $. Els homes tenien una renda mediana de 26.109 $ mentre que les dones 18.650 $. La renda per capita de la població era de 9.251 $. Entorn del 35% de les famílies i el 40,2% de la població estaven per davall del llindar de pobresa.

## Poblacions més properes
El següent diagrama mostra les poblacions més properes.